# La infana raso
La infana raso (en español: "La raza infantil") es la principal obra literaria escrita en el idioma Esperanto. Consiste en un poema de 25 capítulos, escrito por el escocés William Auld (1924-2006). La primera edición del poema se publicó en 1995 con un prólogo de John Francis, y desde entonces le han seguido diversas ediciones. Según los redactores: "La infana raso explora el rol de la especie humana en el tiempo y el cosmos", tema que también puede verse en Canto General del chileno Pablo Neruda.
Basados principalmente en esta obra, en 1999 la Asociación de Escritores en Esperanto nombró a Auld como candidato para el Premio Nobel de Literatura. En el prólogo de la primera edición John Francis escribe: "Ciertamente podemos aseverar que nuestra literatura posee poemas que se equiparan totalmente con sus equivalentes en idiomas nacionales; porque aquí hay una obra que responde a las necesidades no sólo de su propio idioma, sino que también a los de las literaturas modernas internacionales". Se han publicado diversas traducciones en otros idiomas, como el neerlandés o el portugués. Fragmentos del poema han sido publicados en islandés, italiano, entre otros. Las versiones en inglés, escocés y gaélico aparecen incluidos en el libro William Auld: Master Poet of Esperanto de Girvan McKay.
A pesar de la admiración general por la calidad literaria de la obra, algunos escritores en Esperanto han criticado el lenguaje imprudente y ciertas expresiones de algunos versos del poema. Auld respondió a estas críticas en la tercera edición del poema.

## Traducciones
- Inglés: The Infant Race; Girvan McKay.
- Escocés: The Bairnlie Race.
- Gaélico: An Cinneadh Leanabail; Girvan McKay.
- Francés: La race infantile; Jean-Pierre Danvy.
- Húngaro: A gyermeki faj.
- Neerlandés: Het kinderras; Willem Verloren van Themaat.
- Portugués: A Raça Menina; Leopoldo H. Knoedt